# 12397 Peterbrown
12397 Peterbrown este un asteroid din centura principală de asteroizi.

## Descriere
12397 Peterbrown este un asteroid din centura principală de asteroizi. A fost descoperit pe 27 martie 1995 la Kitt Peak National Observatory în cadrul proiectului Spacewatch. Asteroidul prezintă o orbită caracterizată de o semiaxă mare de 3,17 ua, o excentricitate de 0,11 și o înclinație de 8,7° în raport cu ecliptica.